# Insa-dong
Insa-dong (korejsko 인사동) je dong oziroma 'soseska' ali četrt v okrožju Džongno v Seulu v Južni Koreji. Njegova glavna ulica je Insadong-gil, ki je povezana s številnimi ulicami, ki vodijo globlje v okrožje, s sodobnimi galerijami in čajnicami. Zgodovinsko gledano je bil to največji trg starin in umetnin v Koreji.
Okrožje, ki se razteza na 12,7 hektarja, meji na Gvanhun-dong na severu, Nagvon-dong na vzhodu, DŽongno 2-ga in DŽokson-dong na jugu ter Gongpjong-dong na zahodu.

## Zgodovina
Insa-dong je prvotno obsegal dve mesti, katerih imeni sta se končali na zloga In (仁) in Sa (寺), iz imen dveh okrožij, Gvanin-bang in Desa-dong, v Hansongbuju, ki je danes mesto Seul. Ločeval ju je potok, ki je tekel vzdolž sedanje glavne ulice Insa-donga. Insa-dong je nastal pred 500 leti kot območje bivanja vladnih uradnikov. V zgodnjem obdobju Čoson (1392–1897) je kraj pripadal okrožjema Gvanin-bang in Gjonpjong-bang, kjer je bil bang takrat upravna enota. Med japonsko okupacijo so bili bogati korejski prebivalci prisiljeni preseliti se in prodati svoje imetje, nakar je območje postalo območje za trgovanje z antikvitetami.
Po koncu korejske vojne je območje postalo središče umetniškega življenja in kavarniške kulture Južne Koreje. V 1960-ih je bila priljubljena destinacija med tujimi obiskovalci Južne Koreje, ki so območje imenovali Marijina aleja. Med mednarodnimi turisti je postala priljubljena med olimpijskimi igrami v Seulu leta 1988. Leta 2000 je bilo območje prenovljeno, po protestih pa je bila hitra modernizacija območja za dve leti ustavljena, od tistega leta naprej. V zadnjih letih so se stranske ulice Insa-donga še naprej gentrificirale s kavarnami, vrtnimi restavracijami in tradicionalnimi nastanitvami v slogu penzionov.

## Znamenitosti
Insa-dong-gil je »dobro znana kot tradicionalna ulica tako domačinom kot tujcem« in predstavlja »kulturo preteklosti in sedanjosti«. Vsebuje mešanico zgodovinskega in sodobnega vzdušja in je »edinstveno območje Seula, ki resnično predstavlja kulturno zgodovino naroda«. Večina tradicionalnih stavb je prvotno pripadala trgovcem in birokratom. Vidimo lahko tudi nekaj večjih rezidenc, zgrajenih za upokojene vladne uradnike v obdobju Čoson. Večina teh starejših stavb se danes uporablja kot restavracije ali trgovine. Med zgodovinsko pomembnimi stavbami na tem območju so dvorec Unhjongung, Džogjesa, eden najpomembnejših korejskih budističnih templjev, in prezbiterijanska cerkev Sung-dong, ena najstarejših prezbiterijanskih cerkva v Koreji. V bližini je tudi osrednji tempelj čondoizma, ki je bil dokončan leta 1921.
Območje je znano po ogledih znamenitosti, saj je bilo leta 2000 ob nedeljah zabeleženih približno 100.000 obiskovalcev. Insa-dong je tudi obiskovalna točka za tuje dostojanstvenike, kot so bile kraljica Elizabeta II. in španska ter nizozemska princesa. V njem se nahaja 40 odstotkov starinarnic in umetniških galerij v državi ter 90 odstotkov tradicionalnih trgovin s pisarniškim materialom. Posebej velja omeniti Tongmungvan, najstarejša knjigarna v Seulu, in umetnostna galerija Kjung-in, najstarejša čajnica. Vsak dan potekajo demonstracije kaligrafije in predstave pansori.
Ssamziegil, nakupovalno središče, ki se osredotoča na specializirane trgovine z ročno izdelanimi izdelki, je prav tako pomembna destinacija v Insa-dongu. Odprlo se je leta 2004.
Za razliko od običajnega Starbucksa si lahko ogledate edinstven Starbucks z napisom v korejščini, ki odraža značilnosti Insa-donga.

### Druge znamenitosti
Na tem območju so Unhjongung, paviljon zvona Bosingak in stolp Džongno. Samčong-dong je tudi bližnji dong z umetniško sceno. Na voljo je tudi ekspresni avtobus do letoviškega otoka Namisom, kjer so snemali priljubljeno korejsko dramo Zimska sonata.
Območje je na seulskem seznamu 10 največjih azijskih mest za ulično hrano zaradi kimbapov (korejska jed iz bapa (kuhanega riža), zelenjave in po želji kuhanih morskih sadežev ali mesa, zavita v gim – posušene liste morskih alg – in postrežena v rezinah velikosti grižljaja), odengov (sinonim zaeomuk (ribje polpete)) in bungo-pangov (pecivo v obliki ribe, polnjeno s sladkano pasto iz rdečega fižola).

## Informacijski centri
V Insa-dongu so trije informacijski centri, ki ponujajo informacije ali informativno gradivo o Insa-dongu in Seulu. To so informacijski center Insa-dong P.R. Center, Severni informacijski center (N-info center) in Južni informacijski center (S-info center). N-info center in S-info center sta na severnem in južnem vhodu v glavno ulico Insa-donga. Insa P.R. Center se nahaja na nasprotni strani Ssamziegila, znanega nakupovalnega središča v Insa-dongu. V centru Insa P.R. lahko obiskovalci doživijo hanbok (tradicionalno korejsko oblačilo).
Januarja 2013 je Seulska metropolitanska korporacija za hitri tranzit izdala brezplačne vodnike v treh jezikih: angleščini, japonščini in kitajščini (poenostavljeni in tradicionalni), ki vsebujejo osem ogledov ter priporočila za nastanitve, restavracije in nakupovalne centre. Ti so bili razdeljeni iz informacijskih centrov na 44 postajah podzemne železnice, in sicer na postaji Itaevon na liniji 6 in postaji Gvanghvamun na liniji 5.

## Galerija
- Jon Jung-sok, 'Nariši potezo', 2007
- Insa-dong-gil (glavna ulica)
- Paviljon v nakupovalnem kompleksu 'Anjung Insa-dong'
- V nakupovalnem kompleksu 'Samziegil'
- Tradicionalne strehe hanok
- Priprava tradicionalnih korejskih prigrizkov (Hangva)
- Ročno stisnjeni papirji
- Budistične skulpture na bolšjem trgu

- Ulica z restavracijami, ki strežejo tradicionalno kuhinjo
- Ista ulica leta 2020
- Uličica, ki kaže proti templju Čondogjo, vendar ni povezana z njim